# Joseph Ascher
Joseph Simon Ascher (Groningen, 3 juni 1829 - Londen, 20 juni 1869) was een Nederlands componist en pianist. Hij is vooral bekend als componist van salonmuziek.

## Levensloop
Ascher werd geboren als zoon van de oppervoorzanger Simon Ascher (geboren 1797 in het voormalig Pruisische Peysern, dat nu in Polen ligt) van de joodse gemeente in Groningen. Al snel verhuisde het gezin naar Londen. Vader Simon Ascher werd 1832 oppervoorzanger aan de grote Synagoge te Londen.
In Londen maakte zoon Joseph zijn eerste composities. Het is heel goed mogelijk dat hij hier les kreeg van de bekende joodse componist, dirigent en pedagoog Isaak-Ignaz Moscheles (1794-1870). Eerder heeft deze Moscheles lesgegeven aan onder anderen de eveneens joodse Felix Mendelssohn Bartholdy. Mendelssohn-Bartholdy werd de grote man van het toonaangevende Conservatorium der Musik zu Leipzig. Het lijkt niet onwaarschijnlijk dat Joseph Ascher daarom daar op 21 augustus 1845 als leerling werd ingeschreven.
In het volgende jaar (1846) kwam op uitnodiging van Mendelssohn-Bartholdy ook Moscheles naar Leipzig. Uit een getuigschrift blijkt dat Moscheles toen de pianoleraar werd van Ascher. Uit een rapport bij het verlaten van het conservatorium uit juni 1848 blijkt dat Ascher zich niet bij alle vakken overmatig heeft ingespannen. Maar zijn talent was voldoende voor een goed eindresultaat.
Joseph Ascher vestigde zich het volgende jaar in Parijs, waar de salonmuziek in die tijd in de gegoede kringen hoogtij vierde. Zijn talent als uitvoerend musicus was kennelijk zo groot dat hij in 1849 werd benoemd tot hofpianist van keizerin Eugénie van Frankrijk. Zijn opvolger als hofpianist werd in 1865 Émile Waldteufel. Ook aan het Oostenrijkse en het Spaanse hof werd hij een graag geziene gast en in het laatste land kreeg Ascher zelfs een onderscheiding van ex-koningin Isabella.
In de jaren zestig werd hij ziek. Volgens enkele levensbeschrijvingen leed de componist aan een geestesziekte, als gevolg van een te losbandig leven. Waarschijnlijk keerde hij daarom terug naar Londen, waar zijn vader nog altijd voorzanger was. Joseph overleed er op 20 juni 1869.
Joseph Ascher maakte zeker 128 werken met opusnummers en 40 ongenummerde werken, vooral voor piano, piano vier- en achthandig en voor zangstem en piano.

## Composities

### Werken voor harmonieorkest
- 1857 Vaillance Polka Militaire

### Vocale muziek met instrumenten
- 1861 Alice, Where Art Thou? Romance voor zang en piano - tekst: Wellington Guernsey

### Werken voor piano
- 1853 Danse andalouse, caprice de concert voor piano, op. 30
- 1858 Marche des amazones, voor piano
- 1860 Sans Souci, galop de bravoure voor piano, op. 85
- 1920 Fanfare Militaire, op. 10 (opgedragen aan Mademoiselle Rosa Kästner)
- Danse Espagnole, Fragment de Salon voor piano, op. 24
- Danse Nègre
- Denise
- Festa Napolitana
- Fleur de Bal
- Grand Paraphrase de Concert on "God Save The Queen", op. 50
- Grand Vals de Bravura
- La Cascades Roses
- L'Espérance
- L'Orgie
- Marie
- Marche Bohème
- Mazurk des Traineaux
  1. Fanfare maestoso
  2. Mazurk
- Partant Pour-La-Syrie
- Pepita
- Rêverie
- Souvenir de Leipzig
- Tarantelle bravura
- Thème Russe Varié